# Sylvain Anichini
Sylvain Anichini, né en février 1952, est un spécialiste de la radio et de la télévision. Il était depuis 2006, directeur général adjoint chargé des techniques et technologies nouvelles à Radio France. Il a quitté ses fonctions le 15 avril 2008. 
À l'origine ingénieur technicien de la télévision, on lui doit des équipements de la chaîne La 5, puis La Cinquième (désormais France 5).

## Biographie
Dès son enfance, Sylvain Anichini s'intéresse à la construction d'émetteurs radio, et les construit « à la chaîne » lors de la multiplication des radios libres en 1981, ce qui lui vaut de nombreuses inculpations.
Ingénieur de l'École des technologies de l'information et de la communication, Sylvain Anichini a été, en 1982, responsable technique au sein de l'équipe de création de Canal+, auprès d'André Rousselet et Philippe Ramond, où il crée le décodeur. Il conçoit par la suite l'outil technique très innovant de La Cinq (Hersant, Berlusconi), boulevard Pereire à Paris. En 1994, il intègre l'équipe projet de La Cinquième, la chaîne publique éducative  (devenue France 5), créée et présidée par Jean-Marie Cavada. Sylvain Anichini y développe un système innovant hybride, combinant techniques classiques et numériques.
Appelé à la direction technique de France 3, il rejoint ensuite Radio France, en 1999, en tant que directeur général adjoint auprès de Jean-Marie Cavada qui lui confie le chantier de numérisation de l'ensemble des outils techniques de Radio France, qui compte 7 réseaux, 45 chaînes et 4 000 collaborateurs.  Il y reste jusqu'en 2008, date à laquelle il entame une carrière d'expert international dans le déploiement des outils de télévision et de radio.
En 2009, il est consultant pour plusieurs groupes de télécommunication et de télédiffusion, tout en poursuivant l'élaboration d'une chaîne de télévision internationale à partir de l'Afrique centrale.
En 2010, il se dit opposé au projet de radio numérique terrestre tel qu'il est proposé, et préconise en 2012 le développement de la radio IP, ou « IP Broascast »,. 
Sylvain Anichini est titulaire d'un indicatif radioamateur : F1EYG.
Sylvain Anichini est chevalier de la Légion d'honneur en 2001.